# Тоголезский конституционный референдум (1961)
Конституционный референдум в Того проходил 9 апреля 1961 года одновременно со всеобщими выборами. По новой Конституции Того становилось президентско-парламентской республикой с всенародными выборами президента. Конституция была одобрена 99,62 % голосов избирателей при явке 90 %.

## Предвыборная обстановка
Того получило независимость от Франции 27 апреля 1960 года. В соответствии с законом, принятым 1 апреля 1961 года, президент Силванус Олимпио распустил Национальное собрание, чтобы одновременно организовать конституционный референдум и новые выборы в законодательные органы, а также президента. Проект новой Конституции Того предусматривал режим президентско-парламентской республики с главой государства, избрираемым прямым голосованием и наделённым широкими полномочиями, по образцу конституции Пятой Французской республики. Национальное собрание избиралось каждые пять лет, а президент избирался на семь лет простым большинством голосов без ограничения срока полномочий. Конституция предоставляла президенту право наложить на законопроекты вето, которое Национальное собрание могло преодолеть только большинством в две трети голосов. Президент также имел право помилования, роспуска парламента и право выставлять проекты на всеобщее голосование.

## Результаты
| Выбор                                | Голоса  | %     |
| ------------------------------------ | ------- | ----- |
| «За»                                 | 560 258 | 99,62 |
| «Против»                             | 2 114   | 0,38  |
| Недействительных/пустых бюллетеней   | 2 245   | -     |
| Всего                                | 564 617 | 100   |
| Зарегистрированных избирателей/Явка  | 627 688 | 89,95 |
| Источник: African Elections Database |         |       |